# Anaklet II., protupapa
Protupapa Anaklet II., rođen kao Pietro Pierleoni, katolički protupapa od 1130. do 1138. godine. 